# Райнфельдт, Филиппа
Филиппа Дезире Аманда Кей Райнфельдт, урожд. Холмберг (швед. Filippa Désirée Amanda Cay Reinfeldt; род. 14 июня 1967, Стокгольм, Швеция) — шведский государственный и политический деятель, член шведской умеренной коалиционной партии, с 2006 по 2014 год член Совета здравоохранения Стокгольма.
Филиппа Райнфельдт — дочь шведского контр-адмирала Кея Холмберга, а также бывшая жена бывшего премьер-министра Швеции Йона Фредрика Райнфельдта.

## Биография

### Ранние годы
Филиппа Райнфельдт — дочь швелдского контр-адмирала Кея Холмберга. Её родители рано развелись, и она росла с матерью в Ольстене. В 13 лет она стала членом Ассоциации молодёжи умеренной партии (MUF) После окончания школы, она стала работать в издательстве Timbro. В 1989 году её пригласили в центральный комитет Ассоциации молодёжи умеренной партии (MUF), где она участвовала в проекте по призыву новых сторонников, и в итоге, 200 000 новых избирателей проголосовали за умеренную коалиционную партию на шведских парламентских выборах 1991 года. Позже она была избрана председателем Ассоциации молодёжи умеренной партии (MUF) в муниципалитете Сольна.

### Личная жизнь
Филиппа Райнфельдт познакомилась со своим будущим мужем Фредриком Райнфельдтом в 1989 году, когда они оба входили в центральный комитет Ассоциации молодёжи умеренной партии. Они поженились в 1992 году в церкви Скеппсхольма, а затем переехали в Теби. 7 марта 2012 года пресс-секретарь Фредрика Райнфельдта заявил, что пара расстается. 11 июля 2012 года пара подала на развод, что привело к разводу в 2013 году. У них есть трое детей.

## Политическая карьера
Она была членом Совета муниципалитета Стокгольма с 1991 по 1993 год и членом Совета лёна Стокгольм с 1994 года. С 2002 по 2006 год Филиппа Райнфельдт была членом Совета в муниципалитете Теби, а в 2005—2006 годах она была его председателем.

#### Скандал с больницей New Karolinska Solna
Филиппа Райнфельдт была членом Совета лёна Стокгольм и председателем Совета по здравоохранению лёна Стокгольм, который выставил и осуществил тендер на строительство нового здания и дальнейшая эксплуатация для базирующейся в Стокгольме больницы New Karolinska Solna в 2010 году, но участником тендера была только одна частная компания: Skanska, которая и выиграла этот тендер. Первоначально это было сделано в рамках, т. н. государственно-частного сотрудничества, и целью тендера было главным образом минимизировать риски, связанные с задержками во времени и увеличением затрат, передать риски исполнителю проекта, то есть частной компании. Тендер был осуществлён, несмотря на сильную критику и реакцию со стороны общества. Данный тендер был также оценен Британским аудиторским бюро из-за его потенциально огромных дополнительных расходов для налогоплательщиков.
Приблизительная стоимость строительства больницы обойдется бюджету в 61 миллиард шведских крон или 595 миллиардов долларов США до 2040 года, что делает стоимость строительства и использования этой больницы одну из самых дорогих в мире. Это на 70 % дороже, чем эксплуатация больницы, финансируемой государством, и нет оснований для того, что эта больница будет функционировать лучше, чем больницы, финансируемые государством.
В 2018 году было обнаружено, что в больнице New Karolinska Solna необходимо установить 148 новых жалюзи для предотвращения прозрачности. Ориентировочная стоимость — 370 000 шведских крон. Причина такой стоимости заключается в том, что дизайн здания больницы задумывался прозрачным, и эту прозрачность персонал хочет ограничить. Ранее не предполагалось, что это будет проблемой, наоборот, это было подчеркнуто как преимущество открытости.
Райнфельдт позже заявила, что в истории New Karolinska Solna было сделано несколько ошибок, и что это послужит уроком в дальнейшем.